# Bandera de la República Socialista Soviética de Azerbaiyán
La bandera de la República Socialista Soviética de Azerbaiyán (RSS de Azerbaiyán) fue adoptada por primera vez en 1920, y cayó en desuso en 1991. Es una modificación de la bandera nacional de la URSS.

## Descripción
La bandera de la República Socialista Soviética de Azerbaiyán se presenta como un paño rectangular de color rojo con una franja azul marino que se extiende a lo largo (la cual representa al Mar Caspio), con el martillo y la hoz dorados, y la estrella roja con bordes dorados en la parte superior del cantón

## Historia
Desde la segunda parte de 1921 a 1922, la República Socialista Soviética de Azerbaiyán utilizó una bandera roja con los caracteres cirílicos CCPA ("RSSA") color amarillo. En 1937, la hoz y el martillo dorado se añadieron en la esquina superior izquierda, con las letras RSSA debajo de los caracteres latinos en un tipo de letra serif en lugar de los caracteres cirílicos.  Una tercera versión fue publicada en 1940, y sustituyó las letras RSSA por su versión en cirílico АзССР, hasta 1920. 

## Banderas históricas

Bandera de la RSS de Azerbaiyán (1920)
Bandera de la RSS de Azerbaiyán (1920-1921)
Bandera de la RSS de Azerbaiyán (1921-1922)
Bandera de la RSS de Azerbaiyán (1924-1927)
Bandera de la RSS de Azerbaiyán (1927-1931)
Bandera de la RSS de Azerbaiyán (1931-1937)
Bandera de la RSS de Azerbaiyán (1937-1940)
Bandera de la RSS de Azerbaiyán (1940-1952)
Bandera de la RSS de Azerbaiyán (1952-1956)
Bandera de la RSS de Azerbaiyán (1956-1991)
Bandera de la RSS de Azerbaiyán (5 de febrero-30 de agosto de 1991)